# Vellānūr
Vellānūr är en ort i Indien.   Den ligger i distriktet Thiruvallur och delstaten Tamil Nadu, i den södra delen av landet, 1 700 km söder om huvudstaden New Delhi. Vellānūr ligger 24 meter över havet och antalet invånare är 6 078.
Terrängen runt Vellānūr är mycket platt. Runt Vellānūr är det mycket tätbefolkat, med 3 369 invånare per kvadratkilometer. Närmaste större samhälle är Āvadi, 4,8 km söder om Vellānūr. Omgivningarna runt Vellānūr är en mosaik av jordbruksmark och naturlig växtlighet.